# Falling Away
Falling Away (Alejándonos en español) es el primer sencillo del álbum de Marion Raven Set Me Free, lanzado digitalmente el 11 de abril de 2007 en Canadá y Europa por Eleven Seven Records y iTunes Music. La canción fue lanzada en formato digital en iTunes en Estados Unidos el 12 de junio de 2007. El sencillo tiene dos portadas, una para los países europeos y otra para su lanzamiento en Estados Unidos. La audiencia del sencillo fue masiva en la mayoría de los países de Asia, llegando a alcanzar el número 2 en Indonesia a finales de 2007. 
Según Raven, Falling Away describe cómo las cosas pueden salirse de nuestro control, y presenta también el temor entre la vida y la muerte.

## Vídeo musical y el concurso de Snowboard
El video musical de Falling Away incluye las participaciones de los snowboarders Andreas Wiig (dos veces medallista de oro 07 en los X Games, campeón de Honda Vail sesión 7 y Snowboarder Magazine Jumper del año), Hana Beaman (campeona de Estados Unidos, medallista de plata en los X Games y Transworld Magazine Female Rider del año) y Mike Casanova (campeón del Vans Cup Rail Jam). Fue grabado por el director Matt Ornstein en medio de una tormenta de nieve en Keystone, Colorado. En el vídeo, Raven canta y toca la guitarra acústica y eléctrica junto con DJ Ashba, mientras que los snowboarders realizan acrobacias por el aire. El video tiene dos versiones distintas, donde se aprecian escenas diferentes. Falling Away es la primera de las canciones de Raven en ser parte de un concurso, en el que invitan a aficionados de los clips de snowboard a participar en el video, dándoles pautas de trucos para tener la oportunidad de aparecer en la publicación oficial del vídeo musical de la canción. Los participantes escogidos ganaron atractivos premios, entre ellos pases y productos de Vail Resorts, Keystone Ski Resort, Vans y OIGO. 
Raven dijo en una entrevista a la revista EssenSIE que su novio, Andreas Wiig, fue el que la inspiró para lograr el concepto del video musical de la canción. Wiig participa en el video como uno de los snowboarders.

## Información
Versión de iTunes:
Falling Away - 3:29
La canción también se incluye en el Break You EP, que además de Falling Away y Break You incluye la canción Here I Am, editada anteriormente en el álbum debut de Raven del mismo nombre y en la reedición del mismo para Estados Unidos, Reino Unido y Alemania, en donde se llamó Set Me Free.

## Recepción
Falling Away alcanzó el top 5 en las listas musicales de Nicaragua a pesar de que el sencillo no fue editado o lanzado en Centroamérica; el video musical, sin embargo, sí se transmitió en cadenas de vídeos como MTV y VH1 en sus versiones latinoamericanas.
El sitio web alemán mix1 le dio a Falling Away 6 de 8 estrellas de calificación.[cita requerida]
Falling Away ha sido elogiada como una perfecta canción pop-rock para la radio debido al buen número de críticas por sounding bland.